# Rocca-Inseln
Das Rocca-Inseln (französisch Rocher Rocca) sind eine Gruppe kleiner Inseln im Archipel der Adelaide- und Biscoe-Inseln vor der Westküste des Grahamlands auf der Antarktischen Halbinsel. Sie liegen 5 km östlich von Avian Island vor dem südlichen Ende der Adelaide-Insel.
Teilnehmer der Fünften Französischen Antarktisexpedition (1908–1910) unter der Leitung des Polarforschers Jean-Baptiste Charcot entdeckten sie im Jahr 1909. Charcot benannte sie nach einem Monsieur Rocca, Mitglied der französischen Gemeinde in Punta Arenas. Die hydrographische Einheit der Royal Navy nahm 1963 eine neuerliche Kartierung der Inseln vor.